# Casey Prather
Casey Prather (Jackson, Tennessee, 29 de mayo de 1991) es un baloncestista estadounidense que pertenece a la plantilla del Hapoel Eilat B.C. de la Ligat ha'Al israelí. Con 1,98 metros de estatura, juega en las posiciones de escolta o alero.

## Trayectoria deportiva

### Universidad
Jugó cuatro temporadas con los Gators de la Universidad de Florida en las que promedió 6,2 puntos y 3,0 rebotes por partido. En su última temporada fue incluido por los entrenadores en el mejor quinteto de la Southeastern Conference.

### Profesional
Tras no ser elegido en el Draft de la NBA de 2014, fue invitado a jugar las ligas de verano por los Atlanta Hawks. disputó cinco partidos con los Hawks, en los que promedió 5,2 puntos y 2,2 rebotes. En septiembre fichó por los Phoenix Suns para disputar la pretemporada, pero fue despedido tras participar en un partido. El 2 de noviembre fue adquirido por los Bakersfield Jam de la NBA Development League como jugador afiliado de los Suns. Jugó una temporada en la que promedió 11,7 puntos y 3,8 rebotes por partido.
En julio de 2015 firmó con los Perth Wildcats de la NBL australiana, En su primera temporada, en la que lograron el título de liga, promedió 16,3 puntos y 4,5 rebotes por partido. La temporada siguiente la comenzó jugando las Ligas de Verano de la NBA con los Dallas Mavericks, con los que disputó cinco partodos, en los que promedió 11,6 puntos y 4,2 rebotes. Tras no ver su sueño cumplido de jugar en la NBA, renovó su contrato con los Wildcats. En su segunda campaña con el equipo mejoró sus números hasta los 19,5 puntos y 4,6 rebotes por partido, que ayudó a conquistar el que sería su segundo título consecutivo, el primer jugador en la historia de la liga en lograr el doblete en sus dos primeras temporadas y el segundo jugador de su equipo en repetir título en sus dos primeras campañas en el club, igualando a James Crawford.
En marzo de 2017 fichó por el ratiopharm Ulm alemán para disputar lo que faltaba de la Basketball Bundesliga 2016-17. Disputó 13 partidos saliendo desde el banquillo, en los que promedió 8,5 puntos y 2,5 rebotes. Tras pasar nuevamente por las Ligas de Verano, regresó a Australia para fichar en agosto de 2017 por los Melbourne United. Y en su tercera temporada en la NBL conquistó su tercer campeonato, ayudando al equipo con 16,6 puntos y 6,0 rebotes por partido.
En abril de 2018 volvió a fichar por un equipo europeo hasta final de la temporada, en este caso por el Promitheas Patras B.C. griego.
En julio de 2018 firmó un contrato por una temporada ampliable a otra más con el BC Khimki ruso.
El 23 de agosto de 2020 firma por el Hapoel Eilat B.C. de la Ligat ha'Al israelí.